# Seria GP2 – Monza 2011
Runda GP2 na torze Monza – dziewiąta runda mistrzostw serii GP2 w sezonie 2011. Zakończyła ona batalię o mistrzostwo serii GP2 w sezonie 2011.

## Wyniki

### Główny wyścig

#### Wyścig
Źródło: Wyprzedź Mnie!
| P                 | + / – | Nr | Kierowca            | Konstruktor             | Okr. | Czas / Strata | Komentarz |
| ----------------- | ----- | -- | ------------------- | ----------------------- | ---- | ------------- | --------- |
| 1                 | 1     | 19 | Luca Filippi        | Scuderia Coloni         | 30   | 47:47,704     |           |
| 2                 | 1     | 3  | Charles Pic         | Barwa Addax Team        | 30   | +0:05,627     |           |
| 3                 | 2     | 11 | Romain Grosjean     | DAMS                    | 30   | +0:06,214     |           |
| 4                 | 5     | 9  | Sam Bird            | iSport International    | 30   | +0:09,992     |           |
| 5                 | 3     | 17 | Adam Carroll        | Super Nova Racing       | 30   | +0:14,904     |           |
| 6                 | 1     | 8  | Christian Vietoris  | Racing Engineering      | 30   | +0:16,710     |           |
| 7                 | 4     | 1  | Fabio Leimer        | Rapax Team              | 30   | +0:18,058     |           |
| 8                 | 11    | 5  | Jules Bianchi       | Lotus ART               | 30   | +0:22,787     |           |
| 9                 | 16    | 6  | Esteban Gutiérrez   | Lotus ART               | 30   | +0:28,444     |           |
| 10                | 8     | 26 | Luiz Razia          | Caterham Team Air Asia  | 30   | +0:31,661     |           |
| 11                | 15    | 12 | Pål Varhaug         | DAMS                    | 30   | +0:36,000     |           |
| 12                | 8     | 25 | Álvaro Parente      | Carlin                  | 30   | +0:44,096     | [ 2 ]     |
| 13                | 7     | 7  | Dani Clos           | Racing Engineering      | 30   | +0:46,877     | [ 2 ]     |
| 14                | 1     | 10 | Marcus Ericsson     | iSport International    | 30   | +0:49,690     |           |
| 15                | 9     | 21 | Stéphane Richelmi   | Trident Racing          | 30   | +0:50,876     |           |
| 16                | 7     | 2  | Julián Leal         | Rapax Team              | 30   | +0:58,003     |           |
| 17                | 5     | 23 | Johnny Cecotto Jr.  | Ocean Racing Technology | 30   | +1:06,275     |           |
| 18                | 3     | 16 | Fairuz Fauzy        | Super Nova Racing       | 30   | +1:10,221     |           |
| 19                | 3     | 20 | Rodolfo González    | Trident Racing          | 30   | +1:20,119     |           |
| 20                | 6     | 27 | Davide Valsecchi    | Caterham Team Air Asia  | 29   | +1 okr.       |           |
| 21                | 1     | 4  | Giedo van der Garde | Barwa Addax Team        | 29   | +1 okr.       | [ 3 ]     |
| 22                | 5     | 22 | Brendon Hartley     | Ocean Racing Technology | 29   | +1 okr.       |           |
| Niesklasyfikowani |       |    |                     |                         |      |               |           |
|                   |       | 24 | Max Chilton         | Carlin                  | 2    |               |           |
|                   |       | 14 | Josef Král          | Arden International     | 1    |               |           |
|                   |       | 15 | Jolyon Palmer       | Arden International     | 1    |               |           |
|                   |       | 18 | Michael Herck       | Scuderia Coloni         | 1    |               |           |
| P                 | + / – | Nr | Kierowca            | Konstruktor             | Okr. | Czas / Strata | Komentarz |

#### Najszybsze okrążenie
| Nr | Kierowca     | Konstruktor     | Czas     | Okr. |
| -- | ------------ | --------------- | -------- | ---- |
| 19 | Luca Filippi | Scuderia Coloni | 1:33,367 | 27   |

### Sprint

#### Wyścig
Źródło: Wyprzedź Mnie!
| P                 | + / –     | Nr | Kierowca            | Konstruktor             | Okr. | Czas / Strata | Komentarz       |
| ----------------- | --------- | -- | ------------------- | ----------------------- | ---- | ------------- | --------------- |
| 1                 | 3         | 8  | Christian Vietoris  | Racing Engineering      | 21   | 32:51,770     |                 |
| 2                 | Bez zmian | 1  | Fabio Leimer        | Rapax Team              | 21   | +0:00,730     |                 |
| 3                 | 2         | 5  | Jules Bianchi       | Lotus ART               | 21   | +0:02,851     |                 |
| 4                 | 1         | 9  | Sam Bird            | iSport International    | 21   | +0:03,556     |                 |
| 5                 | 3         | 19 | Luca Filippi        | Scuderia Coloni         | 21   | +0:04,010     |                 |
| 6                 | 3         | 6  | Esteban Gutiérrez   | Lotus ART               | 21   | +0:10,957     |                 |
| 7                 | 6         | 7  | Dani Clos           | Racing Engineering      | 21   | +0:11,584     |                 |
| 8                 | 6         | 10 | Marcus Ericsson     | iSport International    | 21   | +0:16,079     |                 |
| 9                 | 1         | 26 | Luiz Razia          | Caterham Team Air Asia  | 21   | +0:17,619     |                 |
| 10                | 1         | 12 | Pål Varhaug         | DAMS                    | 21   | +0:19,814     |                 |
| 11                | 7         | 17 | Adam Carroll        | Super Nova Racing       | 21   | +0:22,136     |                 |
| 12                | Bez zmian | 25 | Álvaro Parente      | Carlin                  | 21   | +0:22,617     |                 |
| 13                | 8         | 4  | Giedo van der Garde | Barwa Addax Team        | 21   | +0:22,966     |                 |
| 14                | 1         | 21 | Stéphane Richelmi   | Trident Racing          | 21   | +0:24,538     |                 |
| 15                | 2         | 23 | Johnny Cecotto Jr.  | Ocean Racing Technology | 21   | +0:35,241     |                 |
| 16                | 3         | 20 | Rodolfo González    | Trident Racing          | 21   | +0:35,408     |                 |
| 17                | 7         | 14 | Josef Král          | Arden International     | 21   | +0:35,681     |                 |
| 18                | 5         | 24 | Max Chilton         | Carlin                  | 21   | +0:36,244     |                 |
| 19                | 6         | 15 | Jolyon Palmer       | Arden International     | 21   | +0:37,728     |                 |
| 20                | 2         | 22 | Brendon Hartley     | Ocean Racing Technology | 21   | +1:23,392     |                 |
| 21                | 18        | 11 | Romain Grosjean     | DAMS                    | 21   | +2 okr.       |                 |
| Niesklasyfikowani |           |    |                     |                         |      |               |                 |
|                   |           | 27 | Davide Valsecchi    | Caterham Team Air Asia  | 12   |               |                 |
|                   |           | 2  | Julián Leal         | Rapax Team              | 0    |               |                 |
|                   |           | 3  | Charles Pic         | Barwa Addax Team        | 0    |               |                 |
|                   |           | 16 | Fairuz Fauzy        | Super Nova Racing       | 0    |               |                 |
|                   |           | 18 | Michael Herck       | Scuderia Coloni         |      |               | nie wystartował |
| P                 | + / –     | Nr | Kierowca            | Konstruktor             | Okr. | Czas / Strata | Komentarz       |

#### Najszybsze okrążenie
| Nr | Kierowca     | Konstruktor     | Czas     | Okr. |
| -- | ------------ | --------------- | -------- | ---- |
| 19 | Luca Filippi | Scuderia Coloni | 1:32,567 | 18   |

### Lista startowa
| Team                    | Nr | Kierowca            |
| ----------------------- | -- | ------------------- |
| Rapax Team              | 1  | Fabio Leimer        |
| Rapax Team              | 2  | Julián Leal         |
| Barwa Addax Team        | 3  | Charles Pic         |
| Barwa Addax Team        | 4  | Giedo van der Garde |
| Lotus ART               | 5  | Jules Bianchi       |
| Lotus ART               | 6  | Esteban Gutiérrez   |
| Racing Engineering      | 7  | Dani Clos           |
| Racing Engineering      | 8  | Christian Vietoris  |
| iSport International    | 9  | Sam Bird            |
| iSport International    | 10 | Marcus Ericsson     |
| DAMS                    | 11 | Romain Grosjean     |
| DAMS                    | 12 | Pål Varhaug         |
| Arden International     | 14 | Josef Král          |
| Arden International     | 15 | Jolyon Palmer       |
| Super Nova Racing       | 16 | Fairuz Fauzy        |
| Super Nova Racing       | 17 | Adam Carroll        |
| Scuderia Coloni         | 18 | Michael Herck       |
| Scuderia Coloni         | 19 | Luca Filippi        |
| Trident Racing          | 20 | Rodolfo González    |
| Trident Racing          | 21 | Stéphane Richelmi   |
| Ocean Racing Technology | 22 | Brendon Hartley     |
| Ocean Racing Technology | 23 | Johnny Cecotto Jr.  |
| Carlin                  | 24 | Max Chilton         |
| Carlin                  | 25 | Álvaro Parente      |
| Caterham Team Air Asia  | 26 | Luiz Razia          |
| Caterham Team Air Asia  | 27 | Davide Valsecchi    |